# Доусон, Кейси

Кейси Доусон (англ. Casey Dawson; род. 2 августа 2000, Парк-Сити) ― американский конькобежец, бронзовый призёр зимних Олимпийских игр 2022 года в Пекине в командной гонке преследования.

## Биография
Во время чемпионата мира по конькобежному спорту 2021–22 годов Доусон установил мировой рекорд в командной гонке преследования со временем 3: 34,47.
На зимних Олимпийских играх 2022 года в командной гонке преследования завоевал бронзовую медаль.